# Oberon z Amberu
Oberon z Amberu byl král ve fiktivním světě Amberu. Zrodil se ze spojení Dworkina a Jednorožce. Oberon měl podle Corwinova vyprávění patnáct synů a osm dcer, ovšem šest synů a čtyři dcery zemřeli ještě před událostmi, které Corwin popisuje. Kromě těchto legitimních princů a princezen měl Oberon ještě řadu levobočků. Oberon zemřel při opravě poškozeného Vzoru během Vzoropádové bitvy. Za svého nástupce určil Corwina, ten se však trůnu vzdal, a proto o následnictví rozhodl bájný Jednorožec, který vybral Randoma.

## Oberonovi potomci
Podle Corwinova vyprávění měl Oberon s první manželkou Cymneou tři syny: Benedikta, Osrika a Finnda. Poté mu jeho tehdejší milenka Faiella porodila syna Erika. Oberon pak prohlásil manželství s Cymneou za neplatné od samého počátku (ab initio) a oženil se s Faiellou. Ovšem k Erikovi se Oberon nikdy oficiálně nepřihlásil, přestože se o něj staral jako o vlastního. Faiella v manželském svazku porodila Corwina (ten se tak podle své interpretace stal prvním dítětem s jasným a nepopiratelným nárokem na trůn), Caineho a Deirdru, při jejímž porodu zemřela. Po její smrti se Oberon velice dlouho neoženil. Nakonec si vzal Clarissu , s níž měl Fionu, Bleyse a Branda, kteří se od ostatních sourozenců odlišují rudou barvou vlasů. Ještě před Brandovým narozením zplodil Oberon v Rebmě nemanželskou dceru Llewellu, kterou po rozvodu s Clarissou formálně uznal za vlastní (na rozdíl od Erika, v jehož případě Oberon podobný krok neučinil). Z dalších manželství se Oberonovi narodili dcera Flora a synové Julián, Gérard a Random. Ve druhé sérii jsou zmiňováni ještě syn Delvin a dcera Sand, dále nemanželské děti Dalt a Coral.